# Comté d'Appomattox
Pour les articles homonymes, voir Appomattox (homonymie).

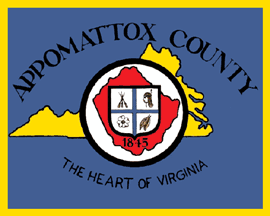
Drapeau

Le comté d'Appomattox est un comté de Virginie, aux États-Unis. 

## Géographie
Il est situé dans la région du Piedmont au centre de l'État. Il fait partie de la métropole de Lynchburg et son siège est la ville d'Appomattox.
| Comté d'Amherst   | Comté de Nelson    | Comté de Buckingham     |
|                   | comté d'Appomattox |                         |
| Comté de Campbell | Comté de Charlotte | Comté du Prince-Édouard |

## Histoire
Le comté a été créé en 1845 à partir de territoires détachés de quatre autres comté de Virginie et porte le nom du fleuve éponyme. Le comté est historiquement associé à la reddition de Robert E. Lee à la maison McLean qui a mis fin à la guerre de sécession.
Au recensement de 2010, la population était de 14 973 habitants sur un territoire de 868 km2.